# Brief des Judas
| Neues Testament |
| --- |
| Evangelien |
| - Matthäus - Markus - Lukas - Johannes |
| Apostelgeschichte |
| Paulusbriefe |
| - Römer - 1. Korinther - 2. Korinther - Galater - Epheser - Philipper - Kolosser - 1. Thessalonicher - 2. Thessalonicher - 1. Timotheus - 2. Timotheus - Titus - Philemon - Hebräer |
| Katholische Briefe |
| - Jakobus - 1. Petrus - 2. Petrus - 1. Johannes - 2. Johannes - 3. Johannes - Judas                                                                                                 |
| Offenbarung |

Der Brief des Judas ist ein Buch des Neuen Testaments. Es enthält die Mahnung, für den einzig wahren Glauben zu kämpfen und nicht den Irrlehrern zu verfallen, die sich in die Gemeinde eingeschlichen haben.
Der Judasbrief ist das drittkürzeste Buch im Neuen Testament und besteht aus nur einem Kapitel, das seit der frühen Neuzeit in 25 Verse eingeteilt ist.

## Verfasser
Der Verfasser nennt sich Judas, ein Knecht Jesu Christi und Bruder des Jakobus. Der Name Judas war häufig, und es gibt verschiedene Theorien, wer mit Judas und Jakobus gemeint sein könnte.
Einer der Brüder Jesu hieß Judas (Mk 6,3 ). Dann könnte mit Jakobus der älteste Bruder oder Vetter Jesu, der Herrenbruder Jakobus und spätere Leiter der Jerusalemer Urgemeinde gemeint sein. Der Verfasser des Judasbriefes mag es aus Ehrfurcht vermieden haben, sich direkt als Bruder Jesu zu bezeichnen. Eine andere Möglichkeit wäre, dass der erwähnte Jakobus eine wichtige Stellung in den Gemeinden hatte, an die Judas schrieb.
Die Kirchenväter nahmen an, dass Väter und Söhne im Jüngerkreis unterschiedslos als „Brüder“ galten und hielten deshalb den erwähnten Judas für den Apostel Judas Thaddäus, der in Lk 6,16  und Apg 1,13  mit dem Zusatz Sohn des Jakobus bezeichnet wird. Für Jakobus gäbe es dann unter den Aposteln zwei Kandidaten: Jakobus, Sohn des Alphäus (Lk 6,15 ) und Jakobus, Sohn des Zebedäus (14 ).
Laut James Rendel Harris bezeichnet die syrische Tradition den Apostel Thomas als Judas Thomas und Bruder Jesu. Gegen die Autorenschaft des Apostels Thomas spricht, dass der Inhalt des Judasbriefs in keinem Zusammenhang mit dem Inhalt der apokryphen Thomastradition steht. Die Autorenangabe „Judas“ bezieht sich wahrscheinlich auch nicht auf den Apostel Judas Iskariot.
Die heutige Forschung ist allerdings weitgehend der Meinung, dass Judas ein Pseudonym ist, das auf den Herrenbruder Jakobus hinweist. Für eine Pseudepigraphie spricht, dass Vers 17 17 , der auf die Apostel zurückschaut. Vers 17 könnte aber auch nur die Worte der Apostel und nicht die Apostel selber meinen. Vers 3  spricht vom „Glauben, der den Heiligen ein für alle Mal (ἅπαξ hápax) übergeben ist“ wie von einem zur Norm gewordenen Glaubensgut. Ähnliche Verwendungen von ἅπαξ, respektive dem verwandten ἐφάπαξ ephápax beziehen sich sonst auf die heilbringende Kreuzestat Jesu Christi (ἅπαξ in Hebr 9,26-28 ; 1 Petr 3,18  und ἐφάπαξ in Röm 6,10 ; Hebr 7,27 ; 10,10 ), so dass die Verwendung in Vers 3 sekundär zu sein scheint.
Stilistisch fällt auf, dass der Judasbrief mit kunstvollen rhetorischen Stilmitteln abgefasst wurde. Der verwendete Wortschatzes ist reich. Der Brief enthält 458 Wörter davon 227 verschiedene Vokabeln. So lobte bereits Origenes, dass das Schreiben „zwar kurz, aber voll von fließenden Worten himmlischer Gnade“ sei. Der Autor des Judasbriefes gehört damit neben Lukas, und den Autoren des Jakobusbriefes, des Hebräerbriefes und des 2. Petrusbriefes zu den versiertesten Autoren im Neuen Testament. Ob dem Verfasser das Alte Testament in der griechischen Septuaginta oder als hebräischer Masoretischer Text vorlag, kann nicht eindeutig geklärt werden, weil der Brief keine genauen Zitate aus dem Alten Testament enthält. Für die Septuaginta spricht das sonst nirgendwo im Neuen Testament verwendete ἐκπορνεύω ekpornéuō, deutsch ‚Unzucht treiben‘, das hier in V. 7  – wie oft in der Septuaginta – mit ὀπίσω opίsō, deutsch ‚hinter‘ verbunden ist.
Vom Inhalt seines Briefs her ist der Autor wohl in judenchristlichen Kreisen anzusiedeln. Seine Sprache ist eigenständig (z. B. das Motiv des „allerheiligsten Glaubens“ in V. 20 ), enthält aber verwandte Motive mit einem Paulusbrief (2. Korintherbrief), dem Jakobusbrief sowie den Johannesbriefen (Betonung der Liebe und Barmherzigkeit Gottes, in V. 21 ).

## Berührungen mit dem Zweiten Petrusbrief
Vergleicht man den Judasbrief und den 2. Brief des Petrus, so ist offensichtlich, dass eine literarische Abhängigkeit besteht, die vor allem in 2. Petrus 2,1-3,3 deutlich ersichtlich ist. Eine vollständige Übersicht über die Berührungen findet sich unter 2. Brief des Petrus#Berührungen mit dem Judasbrief. Als Beispiele können hier genannt werden: V. 4  im Vergleich mit 2 Petr 2,1–3  oder V. 6  im Vergleich mit 2 Petr 2,4  (beachte hier das seltene Wort für Finsternis, ζόφος zóphos – anstelle des gebräuchlichen σκότος skótos, respektive des femininen σκοτία skotía –, das außerhalb des Jud und 2 Petr nur in Hebr 12,18  vorkommt). In Jud 13  und 2 Petr 2,17  finden sich sogar ζόφος und σκότος in der exakt selben Wendung: οἷς ὁ ζόφος τοῦ σκότους τετήρηται hoís hó zóphos toú skótous tetḗrētai, deutsch ‚denen die dunkelste Finsternis bestimmt ist‘.
Während bis ins frühe 20. Jahrhundert die Priorität des 2. Petrus betont wurde, geht heute die Mehrheit der Forscher davon aus, dass Petrus den Judasbrief benutzt hat. Ein starkes Argument dafür ist die geschlossene Struktur des Judasbriefes, die nahelegt, dass dieser Brief frei komponiert wurde und nicht einem anderen Brief folgt. Auf der anderen Seite spricht für das Vorausgehen des 2. Petrusbriefes, dass in V. 18  quasi 2 Petr 3,3  zitiert wird mit der Einleitung in V. 17 , dass die Gemeinde der Worte, „die von den Aposteln Jesu Christi, unseres Herrn, im Voraus verkündet worden sind“, gedenken soll.

## Entstehungszeit
Weder die Entstehungszeit noch die Empfänger des Judasbriefes sind sicher feststellbar.
Die Datierungsversuche für den Judasbrief reichen von 50 bis 120 n. Chr.: Wenn er einem ursprünglichen Judenchristentum zugeordnet wird, dann werden beispielsweise die Jahre 50–55 n. Chr. oder auch 65–69 n. Chr. gehandelt. Vertreten wird auch die Zeit um 70 n. Chr., das letzte Drittel des 1. Jahrhunderts, oder die Jahrzehnte 80–100 n. Chr. als Zeit apokalyptischer Hochblüte.

## Inhalt
Der Judasbrief richtet sich gegen Irrlehrer, die in die Gemeinde eingedrungen sind. Obgleich sie an den Liebesmahlen der Gemeinde teilnehmen, leugnen sie Jesus Christus und missbrauchen die Gnade Gottes (V. 12 ). Ursprünglich wollte der Verfasser einen Lehrbrief zum Thema der Errettung schreiben, doch die Infiltration von Irrlehrern und unmoralischen Personen veranlasste ihn zur überlieferten Mahnrede.
Diese Situation des Zweifels und der Zwietracht in der angeredeten Gemeinde will der Verfasser durch seine Mahnrede überwinden, indem er eine klare Alternative aufzeigt: Vertrauen auf den alleinigen Herrscher Jesus Christus bringt die Rettung im Endgericht und ewige Freude (V. 24 ). Für die anderen, die Gottlosen, „ist schon längst geschrieben das Urteil“ (V. 4 ), an das der Autor seine Leser erinnert. Von Israels Erwählung im Exodus an, ja sogar seit der Schöpfung hat Gott das Endgericht vorherbestimmt (V. 6 ): Dieses bringt „des ewigen Feuers Pein“ und gilt wie den Engeln, die mit sterblichen Menschen verkehrten (Gen 6,1-4 ) und den Bewohnern Sodom und Gomorrahs, die Unzucht trieben, so auch den „Träumern, die ihr Fleisch beflecken“, indem sie Christi Herrschaft verachten und „die Majestäten lästern“.
Gemeint waren offenbar die bisherigen Autoritäten in der Gemeinde des Judasbriefs, die sich Konkurrenten gegenübersahen. Deren Handeln bestand darin, dass sie „sich von ihren Begierden leiten [lassen]; sie nehmen große Worte in den Mund und schmeicheln aus Eigennutz“ (V. 16 ), genauso wie sie „Spaltungen verursachen“ (V. 19 ). Um sie in die Schranken zu weisen, verweist der Autor sowohl auf biblische Motive als auch auf Motive, die die Bibel sonst nicht kennt: einen Kampf zwischen dem Erzengel Michael und dem Teufel um den Leichnam des Mose (V. 9 , aus der Himmelfahrt des Mose gem. Origenes, De principiis, III,2,1) und eine Prophezeiung des Henoch, „der Siebente von Adam“ (1 Hen 60,8), vom Gericht Gottes an den Gottlosen (Vv. 14-15 , Zitat aus 1 Hen 1,9). Er betont damit in deutlich spätjüdischer, apokalyptischer Sprache (vgl. 1 Hen 1,3-9, Dtn 33,2 ) die heilsgeschichtliche Kontinuität mit dem Volk der „Heiligen“ (den erwählten Juden) und den Christen, weist aber zugleich auf die auch ihnen geltende Drohung der endgültigen Verwerfung hin.
Während die gottlosen Irrlehrer den „Geist nicht haben“, zielt die Mahnrede auf die Einsicht: Ihr aber, meine Lieben, erbaut euch auf euren allerheiligsten Glauben, betet im Heiligen Geist und erhaltet euch in der Liebe Gottes … (V. 20 ), die nun darin besteht, die Zweifler (die von den Irrlehrern Verwirrten) „aus dem Feuer“ zu reißen und vor dem Verderben im Endgericht zu retten (V. 22 ). Darum adressierte der Autor seinen Brief anfangs an die „Berufenen“ (V. 1 ). Um sie dazu zu ermutigen, stellt er abschließend in einer Doxologie (lobpreisenden Ehrung) nochmals die einzige Autorität heraus, die „euch behüten kann vor dem Straucheln“ und „stellen vor das Angesicht seiner (Gottes) Herrlichkeit unsträflich mit Freuden“ (V. 24 ): nämlich Jesus Christus.
Die Begründung dahinter bleibt unausgesprochen und ist nur implizit in der Betonung der Alleinherrschaft Christi erkennbar: Er ist es ja, der das Endgericht am Kreuz schon vorweggenommen, die Strafe der Gottlosen übernommen und sie so schon daraus befreit hat.